# کریستین کیپفر
کریستین کیپفر (آلمانی: Christian Kipfer; ۱۹ دسامبر ۱۹۲۱ – ۱ ژانویهٔ ۲۰۰۹) ژیمناست هنری اهل سوئیس بود.